# Siger de Brabant
Siger de Brabant (Ducat de Brabant, c. 1240 - Orvieto, c.1284) fou un filòsof medieval escolàstic, principal figura de l'averroisme llatí. Nasqué en un lloc desconegut de Brabant, un ducat que es trobava als actuals Bèlgica i Països Baixos. Fou professor de la Facultat d'Arts, a la Universitat de París, i fou un dels principals intel·lectuals censurats per les condemnes del 1277, quan l'Església cristiana rebutjà per herètiques 219 tesis aristotèliques.
Poc temps després de la mort de Tomàs d'Aquino, el 1276, Siger de Brabant fou citat a declarar davant de la Inquisició a França. Després de ser declarat heretge, sembla que Siger va marxar de París, i es va refugiar a Orvieto, Itàlia. La hipòtesi més probable de la seva mort, pocs anys més tard, és que fos assassinat amb una ploma pel seu secretari en un atac de bogeria; els seus detractors afirmaren que mereixia aquesta mort, en haver causat tant de mal escrivint.

## Epistemologia
El coneixement depèn de l'home, entès com a unió de cos i ànima, i no tan sols de l'intel·lecte. Distingeix dues vies contraposades de coneixement: la via filosòfica, o Raó, i la via teològica, o Veritas, que prové de la Fe i la Revelació: la veritat es troba en els continguts de la fe, i la Raó no pot provar les veritats de la fe. No hi ha possibilitat de doble veritat, com s'atribueix a Averrois.
En el problema dels universals, defensa que l'universal és un concepte que s'adquireix a partir de l'abstracció del particular. Té un fonament en la naturalesa de les coses que queda reflectit en els judicis.

## Ànima
L'ànima de l'home presenta diferents formes.
- Ànima intel·lectiva, és universal i única, i és per a tots els homes.
- Unida al cos, és la seva forma (aristotèlica), el seu acte.
- En la mort, l'ànima se separa del cos, però continua sent acte d'un altre cos, i és l'eternitat de l'espècie.

## Teologia
Siger de Brabant interpreta Déu com a intel·lecte agent. Pel que fa a la teologia moral, redueix la moral eudemonista, en recerca de la felicitat, cap a la teologia: la felicitat s'identifica amb Déu, de forma que s'intenta sintetitzar l'aristotelisme amb la teologia cristiana.